# Nematinus luteus
Nematinus luteus är en stekelart som först beskrevs av Georg Wolfgang Franz Panzer 1803.  Nematinus luteus ingår i släktet Nematinus, och familjen bladsteklar. Arten är reproducerande i Sverige.